# Josh Andrés Rivera
Josh Andrés Rivera es un actor estadounidense. Es mejor conocido por interpretar a Chino en el remake de 2021 de West Side Story de Steven Spielberg, así como a Sejanus Plinth en Los juegos del hambre: balada de pájaros cantores y serpientes.

## Primeros años
Los padres de Rivera son originarios de Puerto Rico.

## Carrera
Rivera saltó a la fama por primera vez por su papel secundario como Chino en la nueva versión de Steven Spielberg de remake de West Side Story de 2021, actuando junto a Rachel Zegler. Actuó en la compañía original para la primera gira nacional de Hamilton. En 2023 ha actuado en películas como la dramática independiente Cat Person y la película de acción distópica Los juegos del hambre: balada de pájaros cantores y serpientes. Interpretó a Aaron Hernandez en la serie limitada American Sports Story, que tuvo su estreno en 2024.

## Vida personal
Desde 2021, Andrés Rivera tiene una relación sentimental con su coprotagonista de West Side Story, Rachel Zegler.

## Filmografía
- West Side Story (2021) como Chino
- Cat Person (2023) como Dave
- Los juegos del hambre: balada de pájaros cantores y serpientes (2023) como Sejanus Plinth
- American Sports Story (2024) como Aaron Hernandez